# Así como tú
Así como tú es un álbum de estudio de la banda mexicana Los Tigres del Norte lanzado en el año de 1998 por la discografíca Fonovisa Records. Ganó la posición 1 de regional mexican albums de Billboard, además del puesto 7 en la tabla de Top Latin Albums también de Billboard.

## Lista de canciones
Canciones con las que cuenta este álbum;

| Así como tú |                           |                       |          |  |
| N.º         | Título                    | Escritor(es)          | Duración |  |
| 1.          | «Así Como Tu»             | Indalecio Ramírez     | 4:13     |  |
| 2.          | «Ya Lo Sabía»             | Homero Vela           | 3:33     |  |
| 3.          | «Quiero Volar Contigo»    | Jesse Armenta         | 3:23     |  |
| 4.          | «La Baraja Bendita»       | Luis Torres Canez     | 3:39     |  |
| 5.          | «Pájaro en Mano»          | Homero Vela           | 3:02     |  |
| 6.          | «El Hijo de Tijuana»      | Francisco Quintero    | 3:41     |  |
| 7.          | «Quien Te Quiere Como Yo» | Homero Vela           | 3:03     |  |
| 8.          | «Enseñate a Respetar»     | Demetrio Vite         | 2:47     |  |
| 9.          | «El Titulado»             | Jesse Armenta         | 3:17     |  |
| 10.         | «No Me Ganaras»           | Teodoro Bello         | 2:40     |  |
| 11.         | «El Amor No Se Mide»      | Jorge "Guiro" Borrego | 3:12     |  |
| 12.         | «Te Soñe Conmigo»         | Homero Vela           | 3:41     |  |
| 13.         | «Padres Tristes»          | Teodoro Bello         | 2:37     |  |
| 14.         | «Con Qué Derecho»         | Demetrio Vite         | 2:55     |  |
| 15.         | «La Temporada Es Buena»   | Teodoro Bello         | 3:18     |  |

## Créditos
Personal según Allmusic;
- Bill Hernández - Vestuario
- Christian Besson - Fotografía
- Demetrio Vite - Compositor
- Eduardo Arias - Make-Up
- Eduardo Hernández - Arreglista, Mixing, Productor
- Francisco Quintero - Compositor
- Hernán Hernández - Arreglista
- Homero Vela - Compositor
- Indalecio Ramírez - Compositor
- James Dean - Ingeniero, Masterización, Mixing
- Jesse Armenta - Compositor
- Jorge "Guiro" Borrego - Compositor
- Jorgé Hernández - Arreglista
- Joseph Pope - Ingeniero Asistente
- Los Tigres del Norte - Arreglista, Dirección artística, Mezcla, Mixing, Artista principal, Productores
- Luis Hernández - Arreglista
- Guadalupe Olivo - Arreglista
- Oscar Lara - Arreglista
- Teodoro Bello - Compositor
- Thomas Canny - Ilustraciones
- Varela Diseño - Diseño

## Rendimiento del gráfico
| Gráfica                           | Posición más alta |
| --------------------------------- | ----------------- |
| Billboard Top Latin Albums        | 7                 |
| Billboard Regional Mexican Albums | 1                 |
| Billboard heatseekers albums      | 48                |